# USS Maryland (ACR-8)
L'USS Maryland (ACR-8) est un cuirassé de la classe Pennsylvania de la Marine des États-Unis.

## Histoire
C'est un croiseur conçut pour rejoindre la Deuxième flotte des États-Unis dans l'Atlantique. La construction débute en 1901 au chantier naval de Newport News (Virginie). Le navire est lancé en 1903. En 1905, il est basé dans les Caraïbes. En 1906, il est transféré dans l'océan pacifique à San Francisco puis Hawaii et en Alaska de 1912 à 1913.
Durant la Première Guerre mondiale, de mai 1917 à janvier 1918, il navigue sur dans l'océan atlantique et en Amérique du sud. En février 1918, il sert comme escort de Convoi (transport) en Atlantique nord. En 1919, il ramène les soldats de France. En 1920 il retourne dans le Pacifique.